# Imperio angevino
El término Imperio angevino es un término moderno que describe el conjunto de estados gobernados en algún momento por la dinastía angevina Plantagenet. 
Los Plantagenet gobernaron sobre un área que se extendía de los Pirineos a Irlanda durante los siglos XII y XIII. El "imperio" abarcaba más o menos la mitad occidental de la Francia medieval, toda Inglaterra y, nominalmente, toda Irlanda. Sin embargo, pese a su poder, los Plantagenet fueron derrotados por Felipe Augusto, de la Casa de los Capetos, que partió el imperio en dos tras despojarle de Normandía y Anjou. Esta derrota sembraría el terreno para las guerras de Saintonge y de los Cien Años.

## Origen y usos del término
El Imperio angevino es un neologismo acuñado para designar los territorios de los Plantagenet: Enrique II y sus hijos Ricardo y Juan. Otro de sus hijos, Godofredo, gobernó Bretaña y estableció una rama separada. Hasta donde se sabe, no hubo un término contemporáneo para designar la región bajo control angevino; sin embargo, fueron usadas descripciones como "nuestro reino y cualquier cosa sujeta a nuestro gobierno, sea cual sea". El término Imperio angevino fue acuñado por Kate Norgate en su obra de 1887, England under the Angevin Kings. En Francia, el término Espace Plantagenêt es usado en ocasiones para describir los feudos que los Plantagenet habían adquirido.
La adopción de la etiqueta Imperio angevino marcó una revisión de la época, considerando que las influencias francesas e inglesas afectaron a los territorios durante el medio siglo de unión. El mismo término "angevino" es un adjetivo aplicado a los habitantes de Anjou y de su capital histórica Angers; los Plantagenet eran descendientes de Godofredo, conde de Anjou, de donde deriva el término.
El uso del término imperio ha suscitado la controversia entre los historiadores, ya que el área era un conjunto de tierras heredadas o adquiridas por Enrique. No está claro si estos dominios compartían o no una identidad común.
Algunos historiadores afirman que el término debería reservarse exclusivamente para el Sacro Imperio Romano Germánico, la única estructura política de Europa occidental conocida como imperio en la época. Otros historiadores afirman que el imperio de Enrique II no fue nunca suficientemente poderoso, grande y centralizado como para merecer ser llamado imperio de manera formal. En ningún momento existió título imperial, como se supone debería existir en un imperio. Sin embargo, incluso si los propios Plantagenet no pretendieron ningún título imperial, algunos cronistas, con frecuencia a sueldo del propio Enrique II usaron el término imperio para describir este conglomerado de propiedades. Esencialmente, el título más importante era el de "rey de Inglaterra", al que se le añadían los títulos ducales y condales franceses que eran totalmente independientes del título real e independientes de la ley real inglesa. Por ello, muchos historiadores prefieren el término mancomunidad a imperio, haciendo énfasis en que el Imperio angevino era más un conglomerado de siete estados soberanos completamente independientes y difusamente vinculados entre sí.

## Geografía y administración
En su máxima extensión, el Imperio angevino estaba formado por el Reino de Inglaterra, el Señorío de Irlanda, los ducados de Normandía, Gascuña y Aquitania (también llamado Guyena) y los condados de Anjou, Poitou, Maine, Turena, Saintonge, Marche, Périgord, Limousin, Nantes y Quercy. Mientras que los condados y ducados obligaban a cierto grado de vasallaje con respecto al rey de Francia, los Plantagenet mantenían posiciones de control sobre los Ducados de Bretaña y Cornualles, los principados galeses, el condado de Tolosa y el reino de Escocia, aunque estas regiones no formaban parte formalmente del imperio. En otros momentos se reclamaron derechos sobre Berry y Auvernia, pero sin ningún logro.
Las fronteras eran en ocasiones conocidas y sencillas de trazar, como la existente entre los territorios del rey francés y el ducado de Normandía, mientras que en otros lugares estas fronteras no estaban tan claras, especialmente en el este de Aquitania, donde existían diferencias notables entre las fronteras que Enrique II y Ricardo I reclamaban y aquellas donde llegaba el poder real. Una de las más importantes características del Imperio angevino fue su naturaleza "policrática", un término tomado de uno de los más importantes escritos de Juan de Salisbury, el Policraticus.
- Inglaterra estuvo bajo control y era probablemente una de las zonas en que la autoridad era más fuerte. El reino estaba dividido en shires, en los que un sheriff se encargaba de velar por el cumplimiento de la ley. Existía un Justiciar, nombrado por el rey, que se encargaba de hacer cumplir la voluntad del rey si este estaba fuera. Como los reyes de Inglaterra pasaba más tiempo en Francia que en Inglaterra, generaron mucha más documentación que los reyes Anglosajones, lo que curiosamente favoreció más a Inglaterra que cualquier otra cosa.[17] Bajo el reinado de Guillermo I, la nobleza anglosajona fue sustituida por nobles anglonormandos que no disponían de grandes concentraciones de tierras contiguas, lo que les dificultaba rebelarse contra él rey y defender todas sus tierras al mismo tiempo. Los condes ingleses disfrutaban de un estatus similar al de los continentales, y ninguno de ellos era tan fuerte como para poder aspirar a competir con el rey.

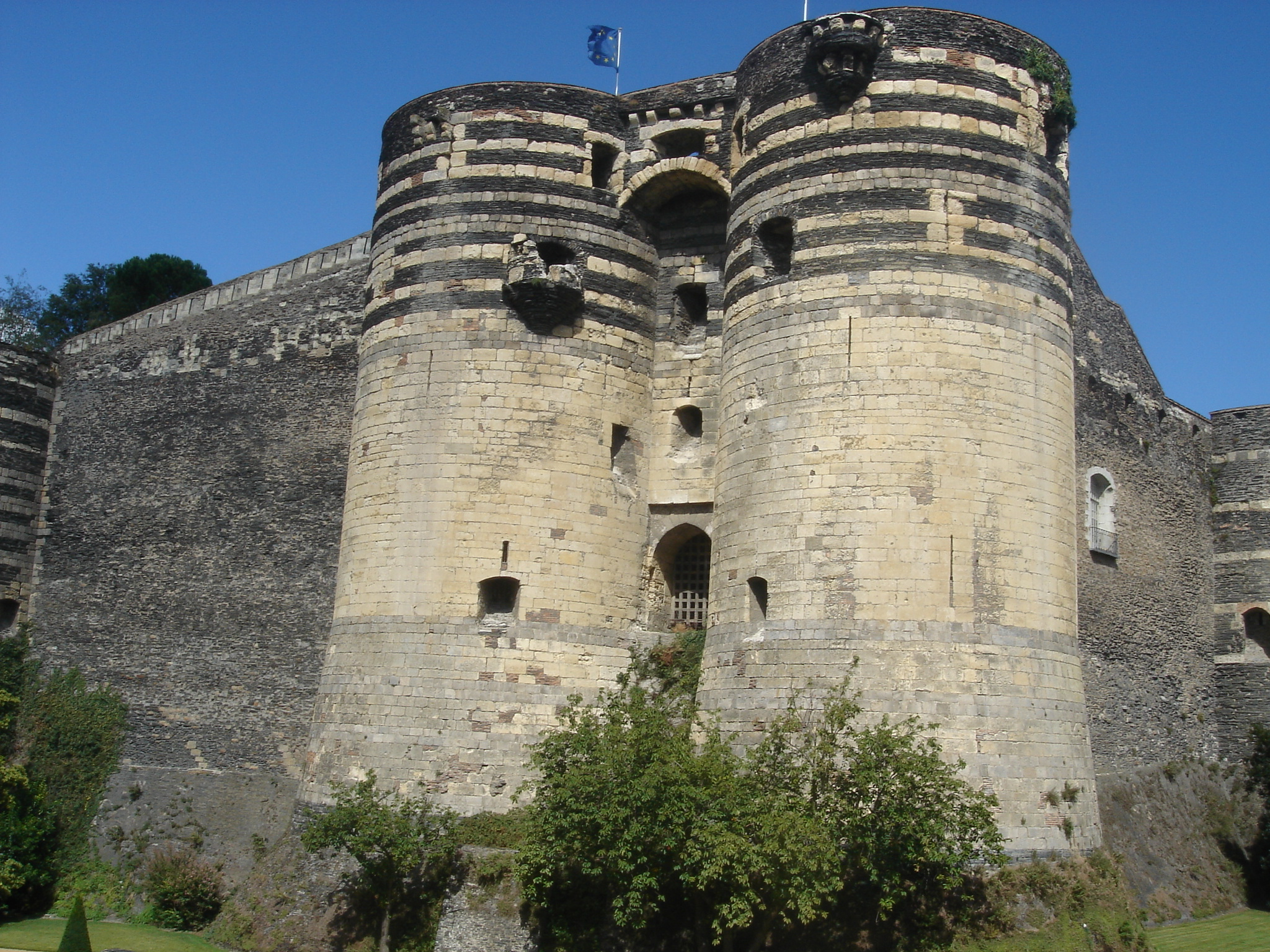
El Castillo de Angers y sus enormes murallas dominan la ciudad y el río Maine. El castillo actual fue levantado tras el Imperio angevino.

- En el Gran Anjou,[18] por ejemplo, había dos cargos oficiales encargados de hacer cumplir la ley: los Prebostes y los senescales. Tenían sus sedes en Tours, Chinon, Baugé, Beaufort, Brissac, Angers, Saumur, Loudun, Loches, Langeais y Montbazon. Sin embargo, el resto del territorio no era administrado por los Plantagenet, sino por otras familias. Maine, por ejemplo, se gobernaba a sí misma y carecía de administración. Los Plantagenet trataron de mejorar el sistema instalando a nuevos administradores como el senescal de Le Mans. Estas reformas llegaron demasiado tarde y los Capetos fueron los únicos que realmente se aprovecharon de las reformas tras la anexión del territorio.[19]

- Gascuña fue una región apenas administrada. Los oficiales únicamente estaban establecidos en Entre-deux-mers, Bayona, Dax, a lo largo de la ruta del Camino de Santiago y en el río Garona hasta Agen. El resto de Gascuña carecía de administrador, y era un área grande comparada con otras provincias. Fue muy difícil para los Angevinos, como lo había sido para sus predecesores Poitevinos, implantar su autoridad en el país.[20]

- Para Poitou y Guyena, los castillos estaban concentrados en Poitou, donde había oficiales importantes, mientras que en las provincias orientales de Périgord y Limousin simplemente no existían. Había Señores que gobernaban estas regiones como "príncipes soberanos" y tenían poder incluso para acuñar moneda. El propio Ricardo encontró la muerte tratando de sofocar una revuelta en Limousin.

- Normandía era probablemente uno de los territorios mejor administrados del Imperio. Prebostes y vizcondes fueron desplazados por Bailíos, que estaban investidos de poderes ejecutivos y judiciales. Fueron introducidos en la Normandía del siglo XII y organizaron el país al modo de los sheriffs ingleses. La autoridad ducal era fuerte en la frontera entre la Royal Desmene y el Ducado, pero más débil en otras partes.

- Irlanda estaba gobernada por el Señorío de Irlanda, que tuvo serios problemas para imponer su autoridad al comienzo. Dublín y Leinster eran fortalezas angevinas, mientras que Cork, Limerick y el Úlster vieron asentarse a nobles anglonormandos y posteriormente hiberno-normandos.[21]

- En Aquitania y Anjou, aunque existía un cierto poder ducal y condal, el grado de los mismos no era homogéneo. Por ejemplo, la familia de los Lusignan, muy poderosa en estas tierras, demostraron ser adversarios serios para los Plantagenet.

- Escocia había sido un reino independiente, pero tras la desastrosa campaña de Guillermo el León, se establecieron guarniciones inglesas en los castillos de Edimburgo, Roxburgo, Jedburgo y Berwick, en el sur de Escocia, según lo dispuesto en el Tratado de Falaise.[22]

- El condado de Tolosa estaba vinculado a los Plantagenet por una relación de vasallaje, pero el conde raramente cumplía sus obligaciones. Solamente Quercy era directamente administrado por los Plantagenet.

- Bretaña, una región donde los nobles eran tradicionalmente independiente, estuvo bajo firme control de los Plantagenet. Nantes también estuvo bajo indisputado dominio Angevino y los Plantagenet se implicaron con frecuencia en los asuntos bretones, instalando arzobispos e imponiendo su autoridad en la zona.[23]

- Gales había obtenido unas condiciones favorables tras prestar homenaje a los Plantagenet y reconocerles como señores.[24] Sin embargo, permaneció como un área casi autogobernada. Abastecía a los Plantagenet con cuchillos y arcos largos, que Inglaterra usaría más adelante con grandes resultados.

### Economía y rendimientos
La economía del Imperio angevino era bastante complicada debido a la diversa estructura política de los feudos. Zonas como Inglaterra, con una estructura centralizada de poder, generaban grandes recursos que las menos administradas, como Limousin, donde los príncipes locales podían acuñar sus propias monedas.
Es creencia generalizada que la moneda recaudada en Inglaterra era usada en el continente. Igualmente, debido al alto nivel de la administración inglesa y, en menor medida, normanda, era la única área donde los ingresos eran consistentes.
Los recursos ingleses variaban de un año a otro:
- Cuando Enrique II subió al trono, únicamente obtenía de Inglaterra 10 500 libras al año, la mitad que su predecesor Enrique I.[25][26] Esto era debido en parte a la anarquía y al débil gobierno de Esteban de Blois. Con el paso del tiempo, Enrique I consolidó su autoridad y sus ingresos alcanzaron las 22 000 libras al año.

- Cuando llegó el momento de prepararse para la cruzada, la recaudación alcanzó las 31 050 libras por año, pero cayó a 11 000 durante la ausencia de Ricardo.

- Bajo Juan sin Tierra, los ingresos permanecieron estables en torno a las 22 000 libras al año. Para la reconquista de Francia, registró un ingreso de 83 291 libras, y eso sin incluir los recursos procedentes de otras fuentes como los judíos, lo que podría hacer que la cifra se elevara hasta las 145 000 libras en 1211.

En Irlanda, la recaudación era clamaramente baja, dos mil libras en 1212, aunque se han perdido muchos de los registros
En Normandía los ingresos fluctuaron notablemente como consecuencia de la situación política del ducado. En 1180, las recaudaciones normandas fueron solo de 6750 libras, mientras que en 1198 alcanzaron las 25 000 libras al año, más que en Inglaterra. Lo más impresionante es el hecho de que la población normanda era considerablemente inferior que la inglesa; se estima que 1,5 millones contra los 3,5 millones de Inglaterra.
De Aquitania, Anjou y Gascuña no existen registros. No es que estas regiones fuesen pobres; había grandes viñedos, ciudades importantes y minas de hierro.
Los reyes Capetos no registraban los ingresos, aunque los territorios reales estuvieron más centralizados bajo Luis VII y Felipe II de lo que lo estuvieron bajo Hugo Capeto o Roberto el Piadoso.

## Formación del Imperio angevino (1135-1156)

### Situación antes de la Anarquía

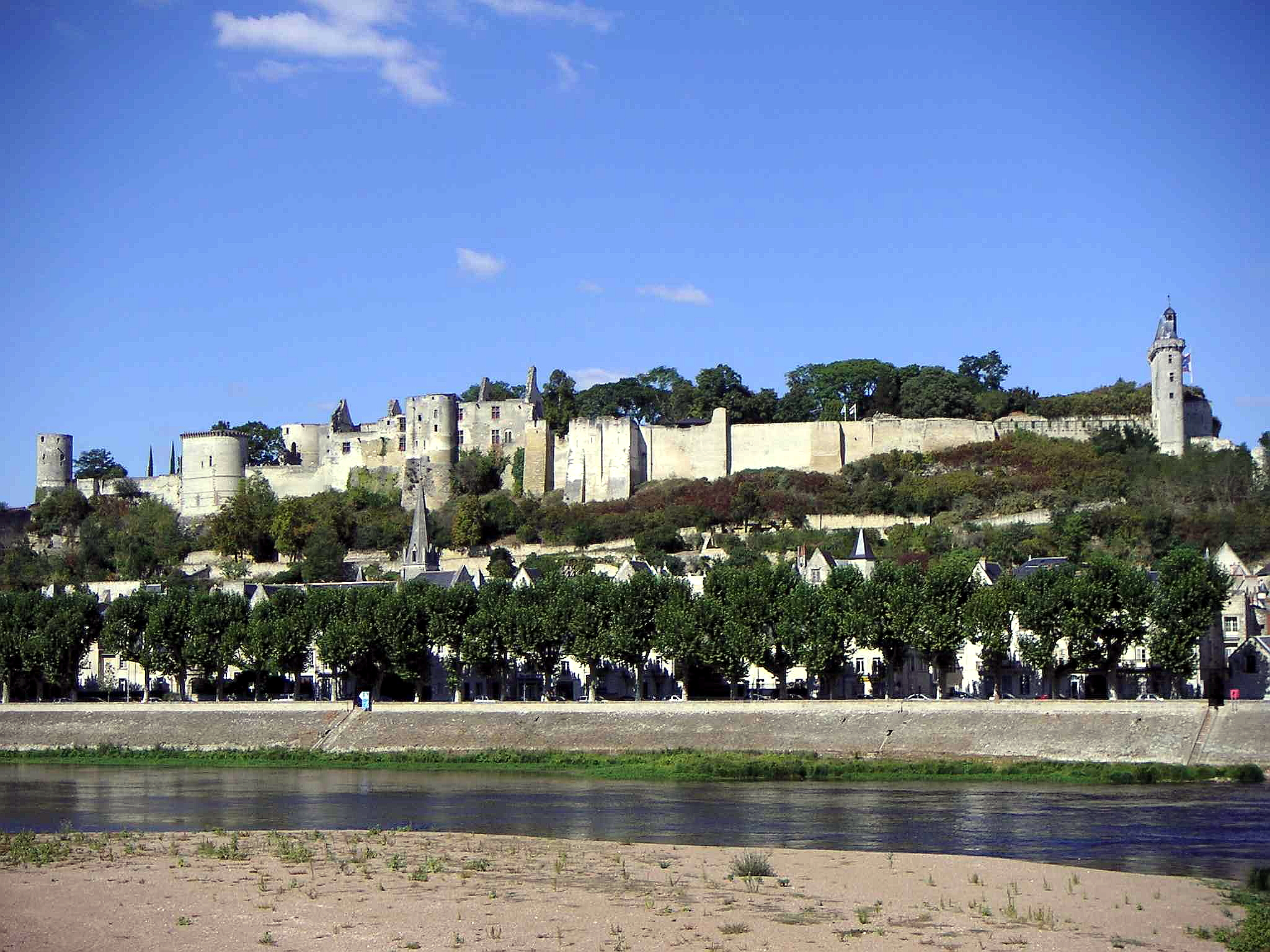
Castillo de Chinon.

Los condes de Anjou llevaban largo tiempo pugnando por el control del noroeste de Francia, manteniendo constantes enfrentamientos contra los duques de Normandía, los duques de Bretaña e incluso contra el propio rey de Francia. Fulco IV de Anjou reclamaba jurisdicción sobre Turena, Maine y Nantes; sin embargo, solo Turena llegó a ser efectivamente gobernada, como se puede ver en la construcción de los castillos de Chinon, Loches y Loudun. Fulco IV casó a su hijo Fulco V con Eremburga, heredera de Maine, lo que permitió su unificación con Anjou. Mientras la dinastía angevina progresaba, sus rivales, los normandos, habían conquistado Inglaterra, mientras los potevinos se habían convertido en duques de Aquitania y de Gascuña y los condes de Blois en condes de Champaña.
Enrique I había derrotado a su hermano Roberto, convirtiéndose inmediatamente en enemigo de su sobrino Guillermo Clito (que se convertiría en conde de Flandes en 1127) y usó la herencia paterna para reclamar el Ducado de Normandía y el Reino de Inglaterra. Enrique I intentó aliarse con Anjou contra Flandes casando a su único hijo legítimo, Guillermo Adelin con la hija de Fulco V, pero Guillermo murió en el desastre del Barco Blanco en 1120. Entonces, Enrique I casó a su hija Matilde con Godofredo de Anjou; sin embargo, los anglonormandos tuvieron que aceptar el derecho de Matilda al trono. En la Europa medieval solo se había dado un precedente, y fue el de Urraca de Castilla que terminó de forma poco estimulante. En enero de 1127, los barones y prelados anglonormandos reconocieron a Matilda como heredera al trono bajo juramento, y el 17 de junio de 1128 tuvo lugar el matrimonio real en Le Mans.

### La Anarquía y la sucesión normanda
Para asegurar la sucesión, era necesario encontrar castillos y partidarios, tanto en Inglaterra como en Normandía. Si Matilda y Godofredo hubieran tenido éxito, habría habido dos autoridades en Inglaterra: el rey Enrique I y su hija Matilda. Sin embargo, Enrique I trató de prevenir la desunión y se negó a entregar castillos a Matilda, además de confiscar las tierras de los nobles sospechosos de apoyar a su hija. En 1135, los cada vez mayores enfrentamientos entre Enrique y Matilda llevaron a que los barones leales al rey se opusieran a Matilda. En noviembre de 1135, Enrique "Beauclerc" agonizaba; Matilda estaba en Maine, mientras que su primo Esteban de Blois, que pretendía el trono por su condición de nieto de Guillermo el Conquistador, se encontraba en Boulogne. Esteban alcanzó Inglaterra en cuanto conoció la noticia de la muerte de Enrique, y fue coronado rey de Inglaterra en diciembre de 1135.

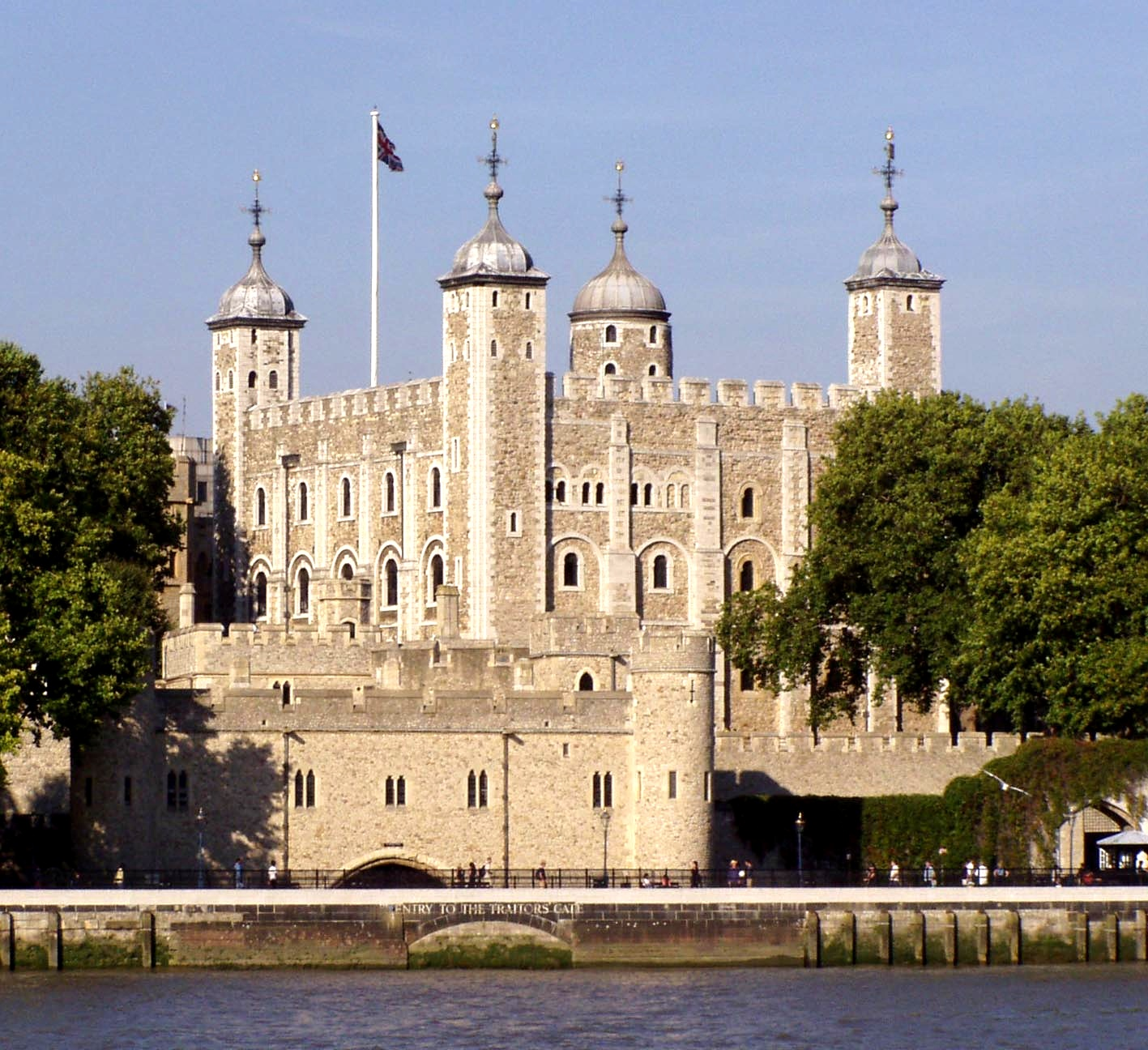
La Torre de Londres, vista desde el río Támesis, fue construida por Guillermo el Conquistador.

Godofredo V envió a Matilda a Normandía en misión diplomática para ser reconocida como Duquesa de Normandía y reemplazar a Esteban. Sin embargo, siguió a la emperatriz de cerca al frente de su ejército, y capturó varias fortalezas en el sur de Normandía. Pero la rebelión de Roberto III de Sablé en Anjou obligó a Godofredo a retroceder para sofocar la revuelta.
Cuando Godofredo regresó a Normandía en septiembre de 1136, la región se hallaba en medio de un total desorden con continuas luchas internas entre los barones normandos. Esteban tampoco podía viajar a Normandía, por lo que la situación se prolongó. Godofredo había encontrado nuevos aliados en el conde de Vendôme y, sobre todo, en el Duque de Aquitania. A la cabeza de un nuevo ejército, Godofredo se disponía a conquistar Normandía cuando fue herido y tuvo que retirarse nuevamente a Anjou. Además, sus hombres se vieron afectados por una epidemia de diarrea, al punto que el cronista Orderico Vitalis escribió que "los invasores tuvieron que correr a sus casas dejando un rastro de inmundicia tras ellos". Esteban llegó finalmente a Normandía en 1137 y restauró el orden, pero su credibilidad se había resentido mucho a ojos de su principal partidario Robert de Gloucester. Godofredo se apoderó de las fortalezas de Caen y Argentan sin resistencia, pero ahora se veía obligado a defender la situación de Roberto en Inglaterra contra el rey. En 1139, Roberto y Matilda cruzaron a Inglaterra mientras que Godofredo seguía presionando en Normandía. Esteban fue capturado en Lincoln en febrero de 1141, lo que precipitó el colapso de Normandía.
Godofredo controlaba la práctica totalidad del ducado, pero había perdido el apoyo de Aquitania. Luis VII de Francia se había convertido en el nuevo duque al casarse con la duquesa Leonor en 1137 y el rey de Francia no tenía intereses en la política normanda. Mientras Godofredo trataba de consolidar su posición en Normandía, Matilde era derrotada por los aliados de Esteban. En Winchester, Robert de Gloucester fue capturado mientras cubría la retirada de la Emperatriz; Matilda lo intercambió por Esteban.
En 1142 Matilde pidió ayuda a su marido en Inglaterra, pero Godofredo estaba más interesado en Normandía. Tras las tomas de Avranches, Mortain y Cherburgo, Godofredo atacó y tomó Ruan en 1144. Se proclamó duque de Normandía y, a cambio de ceder Gisors a Luis VII, fue formalmente reconocido por el Rey. Satisfecho con su nueva situación, Godofredo V no hizo ningún intento de ayudar a Matilda. El hermano menor de Godofredo, Elias, considerando que tenía derecho a su parte, solicitó Maine a su hermano. No bien se había solucionado esta disputa, se produjo la rebelión de Gerald Berlay, nombrado senescal de Poitou por Luis VII.

### Ascensión de Enrique II y fundación nominal del Imperio angevino

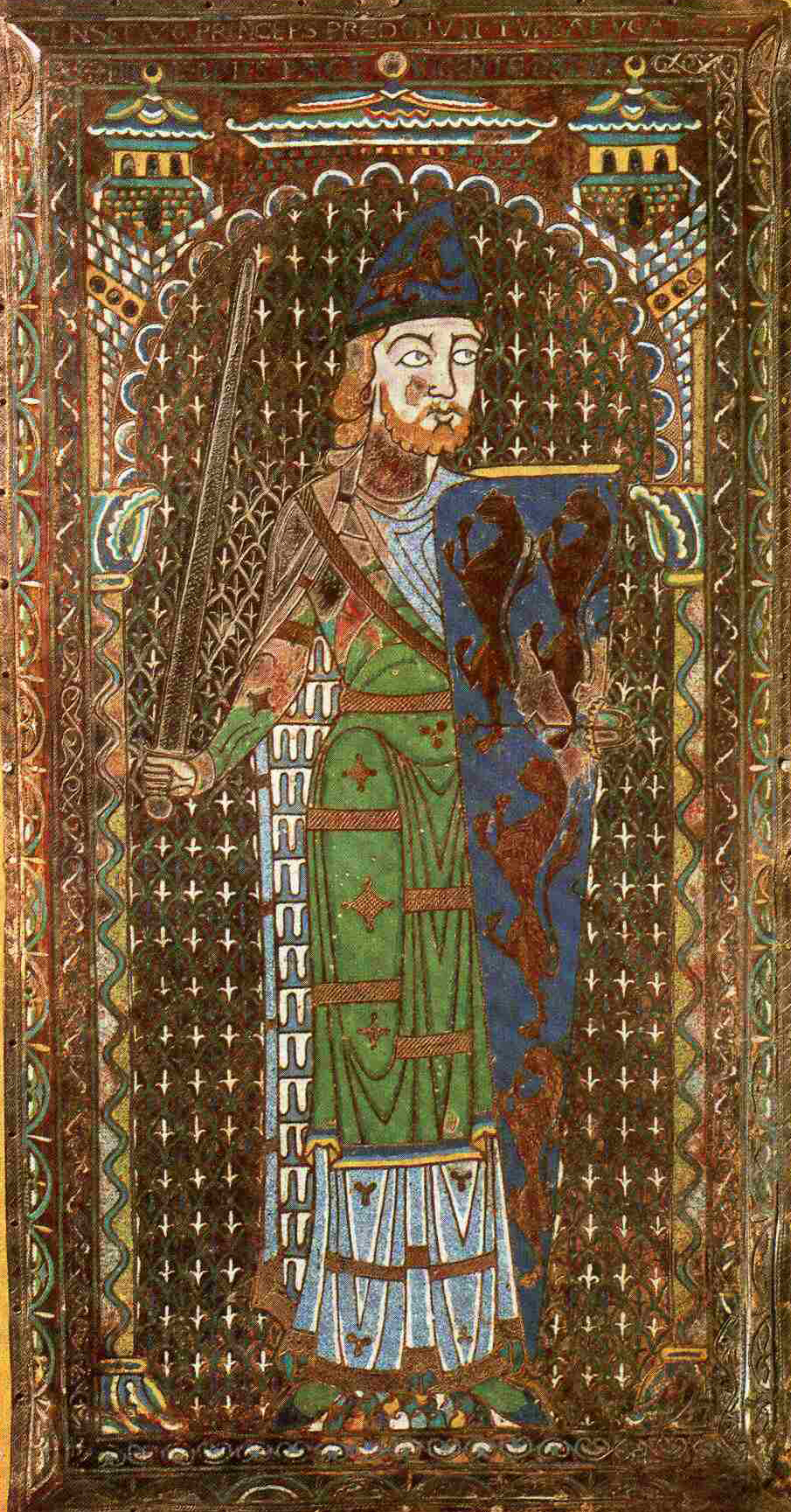
Godofredo Plantagenet, conde de Anjou.

Esteban no había abandonado sus pretensiones en Normandía. Incluso aunque Luis VII había reconocido a Godofredo Plantagenet como duque, la rebelión de Gerald Berlay abría una posible alianza entre ambos monarcas. Luis VII accedió a reconocer a Enrique, hijo de Godofredo y Matilde, como el nuevo duque a cambio de concesiones en Vexin. La muerte de Godofredo cuando solo contaba 38 años convirtió a Enrique en conde de Anjou en 1151. Según el relato de Guillermo de Newburgh, el testamento de Godofredo disponía que Enrique debería ceder Anjou a uno de sus hermanos menores también llamado Godofredo si llegaba a alcanzar el trono de Inglaterra. Para obligar a Enrique a cumplir sus disposiciones, Godofredo V había ordenado que su cuerpo permaneciera insepulto hasta que Enrique jurara renunciar a Anjou si lograba reinar en Inglaterra.

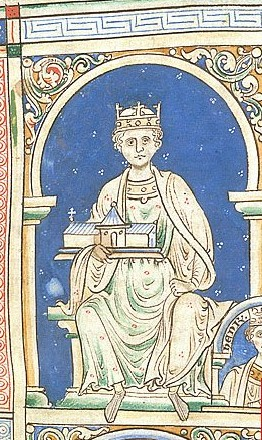
Enrique II de Inglaterra, primer rey angevino.

En marzo de 1152, Luis VII y Leonor de Aquitana se divorciaban en el Concilio de Beaugency bajo el pretexto de consanguinidad. Los términos del divorcio dejaban a Leonor como Duquesa de Aquitania, pero bajo el mando del rey; ocho semanas más tarde se casaba con Enrique (que no estaba menos emparentado con ella que Luis VII). Enrique se convertía de este modo en Duque de Aquitania y Gascuña y quedaba claro que nunca devolvería Anjou a su hermano, ya que esto significaría partir sus tierras. Bajo los auspicios del monarca francés, los principales enemigos de Enrique se unieron en una coalición en la que estaban Esteban de Inglaterra, su hijo Eustaquio de Boulogne (cuñado de Luis VII), Enrique el Liberal de Champaña (prometido de la hija de Leonor), Roberto de Dreux (hermano de Luis), y Godofredo de Anjou.
En julio de 1152, tropas Capetas invadían Aquitania mientras que el propio Luis junto a Eustaquio, Enrique de Champaña y Roberto de Dreux entraban en Normandía. Godofredo dirigió un levantamiento en Anjou mientras Esteban atacaba a los lealistas angevinos en Inglaterra. Varios nobles anglonormandos cambiaron de bando presintiendo el desastre. Enrique estaba a punto de partir hacia Inglaterra para reivindicar sus derechos cuando sus tierras fueron atacadas. Primero alcanzó Anjou y obligó a Godofredo a rendirse tras lo que decidió viajar a Inglaterra en enero de 1153 para encontrarse con Esteban. Afortunadamente para él, Luis VII cayó enfermó y tuvo que retirarse mientras las defensas de Enrique resistían contra el enemigo. Tras varios meses de batallas y juegos políticos, Enrique no conseguía librarse de Esteban; sin embargo, Eustaquio IV fallecía en circunstancias dudosas, "golpeado por la ira de dios". Tras la muerte de su hijo, Esteban decidió ratificar el Tratado de Wallingford y abandonar la lucha. Nombró heredero a Enrique a condición de que se respetaran las posesiones de su familia en Inglaterra y Francia. En diciembre de 1154, Enrique ascendía al trono inglés como Enrique II de Inglaterra. Poco después se suscitó la cuestión de su juramento de ceder Anjou a su hermano, pero Enrique recibió la dispensa de Adriano IV bajo el pretexto de que el juramento le había sido impuesto y se propuso una compensación para Godofredo en 1156, propuesta que éste rechazó para levantarse una vez más contra su hermano pero, aunque Godofredo hubiera tenido un argumento sólido para exigir el condado, su posición era muy débil. Luis VII no estaba dispuesto a intervenir mientras Enrique le jurara vasallaje por sus posesiones de Normandía, Anjou y Aquitania. Enrique aplastó la revuelta de Godofredo, que tuvo que conformarse con una pensión anual.

## Expansión del Imperio
Enrique II trató rápidamente de ampliar sus posesiones, sobre todo con la incorporación de estados vasallos a las órbitas de Inglaterra y Normandía. Los ejemplos más evidentes fueron Escocia, Gales, Bretaña y Flandes, que podrían utilizarse como punto de partida para nuevas ampliaciones.
David de Escocia se había aprovechado del caos creado durante la Anarquía para apoderarse de Cumberland, Westmorland y Northumberland. En Gales habían aparecido las figuras de Rhys ap Gruffydd en Deheubarth y de Owain de Gwynedd. En el continente, no hay pruebas de que Eudes de Penthièvre, duque de Bretaña hubiera reconocido el señorío normando. Dos vitales castillos fronterizos como Moulins-la-Marche y Bonmoulins estaban en manos de Roberto de Dreux. El conde Teodorico de Flandes se había unido a la alianza formada por Luis VII en 1153; más al sur, el conde de Blois se había hecho con Amboise. Desde la perspectiva de Enrique II, había algunas cuestiones por resolver.
Enrique II demostró ser un rey audaz y atrevido, a la vez que activo y con movilidad, aunque pasaba más tiempo en Francia que en Inglaterra.

Situación en 1154.

### Castillos y fortalezas en Francia
Enrique II recompró Vernon y Neufmarché en 1154. A partir de ese momento, esta nueva estrategia marcó las relaciones entre los Plantagenet y los Capetos. Luis VII no podía negar su intento de derrocar a Enrique y, dada la superioridad militar angevina sobre Francia, Enrique II trató de recuperar todo el Vexin normando. Tomas Beckett fue enviado como embajador a París en 1158 para presidir las negociaciones. Como resultado de las conversaciones, Margarita, la hija de Luis fue prometida en matrimonio a Enrique el Joven, heredero del monarca inglés, llevando como dote el Vexin normando. Enrique II recuperó los castillos de Moulins-la-Marche y Bonmoulins y el territorio de Amboise.

### Flandes
Aunque Teodorico de Alsacia, conde de Flandes, había participado junto a Luis en sus campañas contra Enrique, el comercio de lana entre Inglaterra y Flandes favorecía las relaciones entre ambos líderes, hasta el punto de que el Conde nombró a Enrique guardián de sus tierras para poder marchar en peregrinación a Jerusalén. En 1159 fallecía sin descendencia Guillermo de Blois, último hijo de Esteban, dejando vancantes los títulos de conde de Bolonia y de Mortain. Enrique II absorbió el Condado de Mortain, pero quiso otorgar Bolougne al hijo de Teodorico de Alsacia, Mateo, que se casó con María de Boulogne, hermana de Guillermo e hija, por tanto de Esteban I. El título de conde de Bolougne fue acompañado con importantes mansiones en Londres y Colchester.
Inglaterra exportaba mucha de su lana a Flandes a través del puerto de Bolougne, por lo que tenía lógica sellar una alianza de este tipo con un matrimonio y la concesión de mansiones. Enrique II tuvo que sacar a María de Bolougne de su convento, lo que había sido una práctica habitual en Inglaterra. En 1163, Teodorico y Enrique renovaron el pacto firmado en su día por Guillermo el Conquistador. Flandes proporcionaría caballeros a Enrique II a cambio de un tributo anual.

### Bretaña
En Bretaña, el duque Conan III había desheredado a su hijo Hoël, y la herencia del condado pasó a su hija Bertha, casada con Eudes de Porhoet. Hoël se convirtió en cogobernante junto con su cuñado y conseguiría ser nombrado conde de Nantes en 1148. Bertha era la viuda de Alan de Bretaña, con el que había tenido a su hijo Conan. Conan había recibido el título de conde de Richmond en 1148 y era el candidato de Enrique II para convertirse en duque de Bretaña, ya que, por sus posesiones en Inglaterra, sería más fácil de controlar.
En 1156, el ducado de Bretaña se encontraba inmerso en un periodo de agitación que culminó con la ascensión de Conan IV al trono, mientras que en Nantes la población solicitaba el apoyo de Enrique II contra Hoël. Godofredo (el hermano de Enrique) fue nombrado nuevo conde de Nantes, pero falleció dos años después, contando con solo 24 años. En 1158, Conan IV gobernó brevemente Nantes, aunque Enrique II recuperó el título de conde el mismo año cuando se presentó en Avranches al frente de un ejército para intimidar a Conan. En 1160, Conan contraía matrimonio con Margarita de Huntingdon en una boda concertada por Enrique II. Sin ninguna tradición de gobierno fuerte, el descontento fue creciendo entre los nobles bretones hasta llegar a la rebelión. Enrique prometió a su hijo Godofredo con la hija de Conan y forzó a Conan a abdicar en el pequeño, asumiendo la regencia del ducado durante la minoría de su hijo. Los nobles bretones se opusieron con fuerza, lo que obligó a Enrique a invadir Bretaña en 1167, 1168 y, finalmente, en 1173. Cada invasión fue seguida por confiscaciones de tierra y la instalación en la zona de hombres de confianza de Enrique II, como William Fitzhalmo y Rolland de Dinan. Sin formar parte de las propiedades Plantagenet, estas medidas sirvieron para controlar firmemente Bretaña.

### Escocia

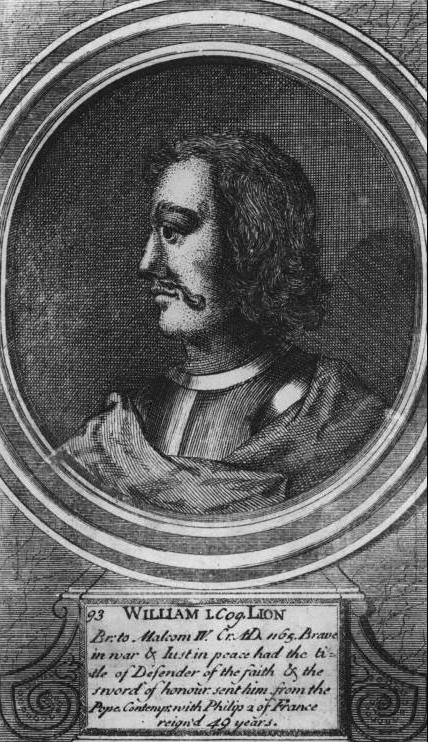
Guillermo el León, Rey de Escocia

Enrique II se reunió en 1157 con Malcolm IV de Escocia para tratar la cuestión de Cumberland, Westmorland y Northumberland, territorios ingleses que habían sido conquistados por David I de Escocia, abuelo de Malcolm. En 1149, antes de convertirse en un rey poderoso, Enrique II había hecho un juramento ante David por el que las tierras al norte de Newcastle pertenecerían por siempre al rey de Escocia. Malcolm le recordó a Enrique su juramento, pero el monarca inglés decidió no cumplirlo. No hay prueba de que Enrique II consiguiera dispensa papal en esta ocasión, según Guillermo de Newburgh, «considerando prudentemente que era el rey de Inglaterra quien tenía los mejores argumentos por razón de su mucho mayor poder».
Finalmente, Malcolm IV cedió y presentó homenaje a cambio de Huntingdon, que había heredado de su padre. Sin embargo, su sucesor Guillermo el León no estaba dispuesto a aceptar el pacto, ya que había recibido Northumberland de su abuelo David I y los perdió cuando Malcolm devolvió estos territorios a Enrique en 1157.
Guillermo se unió a la coalición creada por Luis VII, y como parte de la misma invadió Northumberland en 1173 y en 1174, pero fue capturado cerca de Alnwick y se vio obligado a firmar el desfavorable Tratado de Falaise. Se situaron guarniciones en los castillos de Edimburgo, Roxburgo, Jedburgo y Berwick. El sur de Escocia quedaba a partir de entonces bajo el mismo control que Bretaña. Ricardo I cancelaría el Tratado a cambio de financiación para la Cruzada, lo que crearía el contexto para una cordial relación entre ambos reyes.

### Gales
Ver también: Gwynedd, Powys, Deheubarth.
Rhys de Deheubarth, también conocido como Lord Rhys, y Owain de Gywnedd fueron obligados a negociar. Enrique II tuvo que invadir Gales en tres ocasiones, en 1157, 1158 y 1163 para que los príncipes galeses respondieran a las peticiones del monarca inglés. Los galeses encontraron los términos del acuerdo demasiado duros y se levantaron masivamente contra él. Enrique llevó a cabo una cuarta invasión en 1164, esta vez con un gran ejército. Según la crónica galesa Brut y Tywysogion, Enrique reclutó "una poderosa hueste de guerreros elegidos de Inglaterra y Normandía y Flandes y Anjou y Gascuña y Escocia" para "poner cadenas y destruir a todos los britanos."
El mal tiempo, lluvias, inundaciones, y el constante acoso de los ejércitos galeses ralentizaron la marcha de los angevinos y evitaron la toma de Gales (ver batalla de Crogen); furioso, Enrique II ordenó mutilar a los rehenes galeses en su poder. Gales consiguió mantenerse a salvo temporalmente, pero la invasión de Irlanda en 1171 llevó a Enrique a liquidar la cuestión negociando con Lord Rhys.

### Irlanda

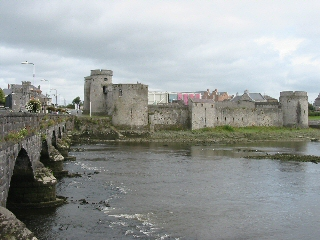
Castillo de rey Juan a orillas del río Shannon en Limerick

A falta de encontrar un territorio para su hermano menor, Enrique II seguía considerando planes de expansión. La Santa Sede estaba deseosa de una campaña en Irlanda que pusiera a la iglesia irlandesa, siempre independiente, en la órbita romana y a tal fin había emitido la bula papal Laudabiliter en 1155 en favor de Enrique II. No obstante, el monarca inglés se había visto obligado a posponer la invasión de la isla por los muchos asuntos pendientes en sus dominios.
Guillermo X de Poitou, el hermano de Enrique, murió en 1164 sin haber llegado a establecerse en Irlanda, pero Enrique no abandonó sus planes de conquista. En 1167 Dermot MacMurrough, rey de Leinster, había sido expulsado de su trono por otros reyes irlandeses y se dirigió a la corte de Enrique en busca de ayuda. Enrique reconoció a Dermot como príncipe de Irlanda y le dio autorización para reclutar mercenarios en Inglaterra y Gales con los que recuperar sus posesiones. Los caballeros contratados por Dermot, encabezados por Richard FitzGilbert de Clare, consiguieron conquistar y apropiarse fácilmente de amplias zonas de la isla, hasta el punto de que Enrique II decidió viajar a Irlanda en octubre de 1171 para ser reconocido como Señor de la isla. Incluso Rory O' Connor, rey de Connacht y rey supremo de Irlanda prestó homenaje a Enrique. El monarca inglés instaló a sus hombres en Dublín y Leinster (una vez fallecido Dermot) y repartió las tierras aún no conquistadas entre sus caballeros, anglonormandos y cambro-normandos, que procedieron a conquistarlas y asentarse en ellas, creando sus propios reinos. En 1177 otorgó a su hijo menor, Juan, el título de señor de Irlanda, aunque este era demasiado joven y no pudo visitar la isla hasta 1185.

### Toulouse

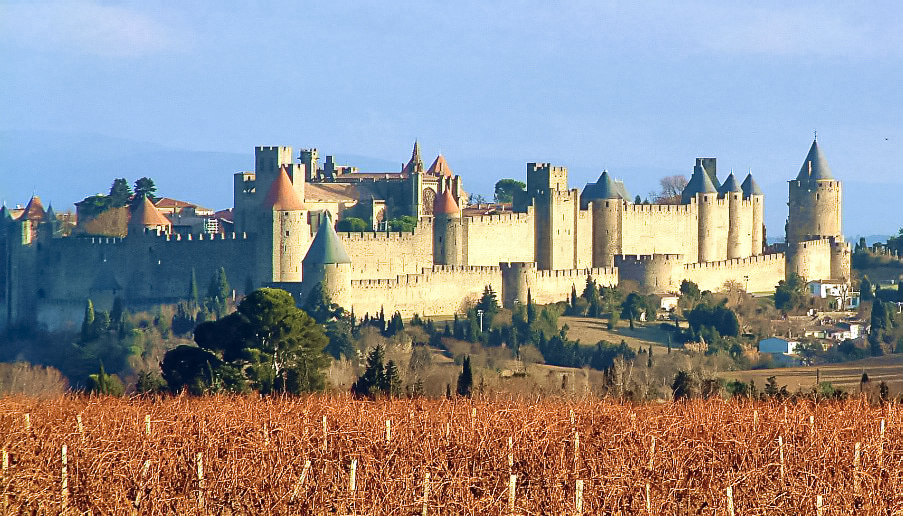
Carcasona, ciudad fortificada del Condado de Toulouse

Mucho menos sostenible era la situación de Toulouse. Los antepasados de Leonor reclamaban el gran condado de Tolosa, que había sido parte central del antiguo Ducado de Aquitania en tiempos de Odón el Grande, aunque lo más probable es que Enrique y Leonor no tuvieron nada que ver con la antigua familia ducal. Toulouse era una ciudad muy grande y bien fortificada, mucho más rica que muchas ciudades de la época. Su posición entre el Atlántico y el Mar Mediterráneo le confería una gran importancia estratégica. El condado de Toulouse era el estado más grande del reino de Francia, con amplio acceso al Mediterráneo, y en él se hallaban ciudades significativas como Narbona, Cahors, Albi, Nîmes y Carcasona.
No era una presa fácil. Era increíblemente grande y fortificada para una ciudad medieval. Por no mencionar que el conde Raimundo V de Tolosa estaba casado con la hermana de Luis VII, por lo que atacar a Toulouse significaba arriesgar la paz con el rey de Francia. El Condado contaba también con otras áreas fuertemente fortificadas, como Carcasona y sus cinco hijos: Quéribus, Aguilar, Termes, Peyrepertuse y Puylaurens, además de otros castillos y ciudades fortificadas.
En junio de 1159, Enrique II reunió en Poitiers lo que probablemente era el mayor ejército que nunca había preparado, integrado por tropas procedentes de todos sus dominios, de Gascuña a Inglaterra. Enrique atacó desde el norte mientras sus aliados, especialmente los Trencavel y Ramón Berenguer IV de Barcelona abrían otro frente. Enrique II no pudo asegurar Toulouse y sus continuos enfrentamientos con la ciudad serían conocidos como la guerra de los Cuarenta Años con Toulouse por Guillermo de Newburgh. Enrique tomó Cahors y otros castillos en el valle del Garona, en la región de Quercy. Ocupado con otros asuntos de sus territorios, dejó a sus aliados, entre los que se contaba ahora Alfonso II, rey de Aragón, que había entrado en la guerra para defender sus intereses, luchando contra Tolosa. En 1171, Enrique II firmó un pacto con Humberto de Maurienne que también luchó contra Raimundo V. Finalmente, en 1173, el conde de Tolosa decidió poner fin a una década de guerras y prestó homenaje a Enrique y a sus hijos Enrique y Ricardo, recién nombrado este último Duque de Aquitania.

## Apogeo del Imperio angevino (1160-1199)
Luis VII fue conocido en su época por su piedad y pacifismo. Esteban de París escribía así del monarca francés:

Era tan piadoso, tan justo, tan católico y benigno que si vieras su sencillez de conducta y vestido, pensarías, a menos que ya le conocieras, que no era un rey, sino un hombre de religión. Era un amante de la justicia, un defensor de los débiles.

Incluso Walter Map, un cronista satírico inglés de la época, había sido amable hacia Luis, en marcado contraste con las duras críticas dirigidas a otros reyes.
Luis VII fue un hombre de paz que odiaba la violencia y la guerra pero los ataques sobre Toulouse dejaron claro que la paz con Enrique II no era paz, sino la oportunidad para iniciar la guerra en otros lugares. El propio Luis se hallaba en una situación complicada: su súbdito era más poderoso que él de largo y, peor aún, Luis no tenía heredero varón. Constanza, su segunda esposa, había muerto de parto en 1160, y Luis VII anunció que se casaría nuevamente, en un desesperado intento por engendrar un heredero varón, con Adela de Champaña. Enrique el Joven se casó con Margarita, la hija de Luis, que contaba solamente dos años de edad, bajo la presión de Enrique II, y con el Vexin normando como dote. Si Luis VII hubiera fallecido sin heredero masculino, Enrique el Joven habría gozado de una posición inmejorable para convertirse en rey de Francia.
Sin embargo, en 1164, Luis encontró un turbulento aliado en Tomás Becket, Arzobispo de Canterbury. El rey Luis y Tomas Becket se habían conocido en 1158, pero las circunstancias eran ahora muy diferentes. Luis ya había cogido a varios religiosos refugiados, y había sido llamado Rex Christianisimus por Juan de Salisbury.

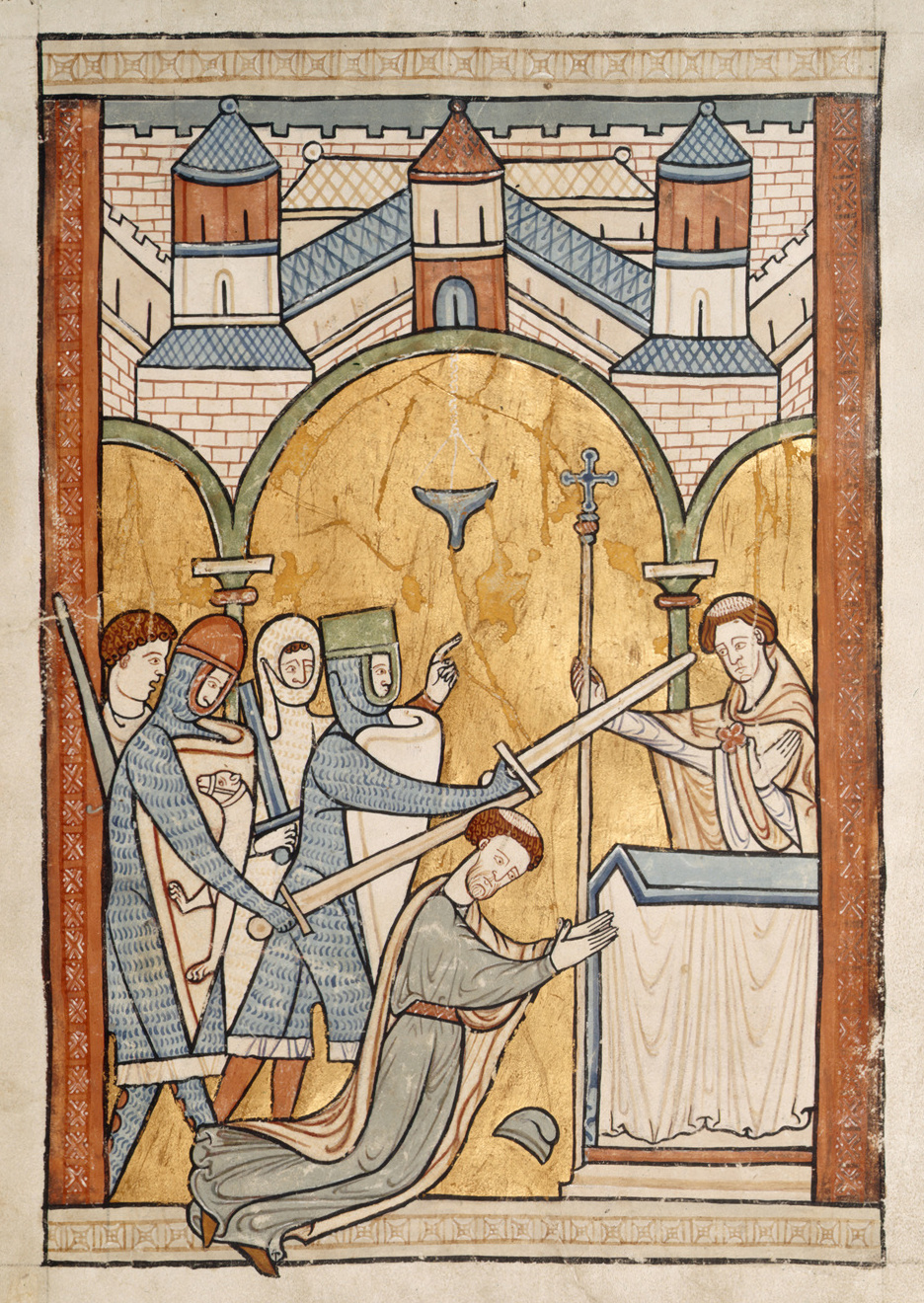
Thomas Beckett, arzobispo y mártir.

La tensión entre el rey y el arzobispo había ido in crescendo durante años, y cuando Thomas Becket fue asesinado en 1170, la cristiandad culpó a Enrique II por ello. Luis era preferido frente a Enrique y, aunque su poder político era mucho más débil, gozaba de mucha mejor consideración y apoyo.
En 1165, las posibilidades de Enrique el Joven de suceder a Luis se esfumaron cuando Adela de Champaña dio a luz al futuro Felipe Augusto. Con este nacimiento, estaba claro que la paz había finalizado y Enrique II reclamó la provincia de Auvernia y marchó contra ella en 1167; en 1170 procedió del mismo modo contra Bourges. Luis VII respondió atacando el Vexin normando, lo que obligó a Enrique II a replegarse hacia el norte; Luis VII marchó entonces al sur y liberó Bourges.
Enrique II nunca gobernó como un soberano coherente, sino que administraba sus tierras como propiedades personales a distribuir entre sus hijos. Enrique el Joven fue coronado rey de Inglaterra en 1170, aunque nunca llegó a gobernar; Ricardo I se convirtió en Duque de Aquitania en 1172; Godofredo fue nombrado Duque de Bretaña en 1181; y Juan recibió el Señorío de Irlanda en 1185, mientras que Leonor fue prometida con Alfonso VIII de Castilla recibiendo la Gascuña como dote durante la campaña de Toulouse en 1170. Esta partición del territorio entre sus herederos hizo que a Enrique II le resultara mucho más difícil gobernar, ya que algunos de sus hijos se levantaron contra él.
Tras su coronación, Enrique el Joven solicitó parte de su herencia, al menos Inglaterra, Normandía o Anjou, pero Enrique II se negó a entregarle ningún territorio. El joven príncipe se unió entonces a la corte de Luis VII, con el apoyo de la misma Leonor de Aquitania, y sus hermanos Ricardo y Godofredo. Desde ese momento, los estados que habían sufrido las presiones y ataques de Enrique tomaron parte contra el monarca inglés. A Luis VII se le unieron Guillermo el León de Escocia, Felipe, conde de Flandes, Mateo, conde de Bolougne y Teobaldo V, conde de Blois. Enrique II salió victorioso del conflicto: sus recursos le permitieron contratar gran cantidad de mercenarios y apresó rápidamente a Leonor y a Guillermo el León, al que obligó a firmar el Tratado de Falaise. Después, compró el condado de La Marche y exigió la entrega del Vexin francés y Bourges, aunque no se produjo ninguna invasión para reforzar su petición.

### Felipe Augusto y Ricardo Corazón de León

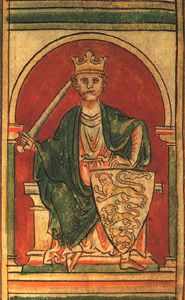
Ricardo Corazón de León.

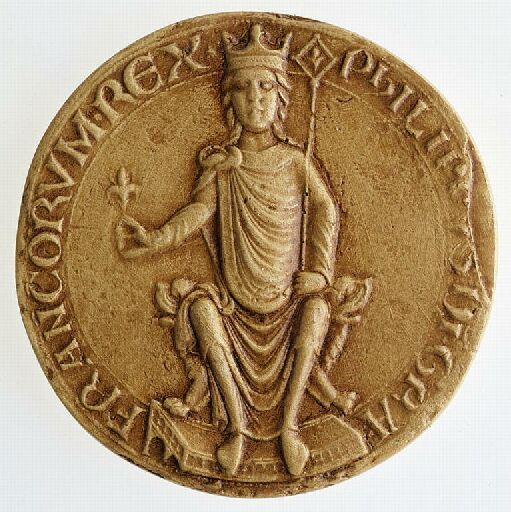
Felipe Augusto.

Luis VII murió en 1180 y fue enterrado en la Basílica de Saint-Denis. Su hijo, de solo 15 años de edad, fue proclamado rey en 1183. Felipe II basó su política en usar a los hijos de Enrique II contra él. Ricardo administraba Aquitania desde 1175, pero su política de centralización del gobierno aquitano le había granjeado la oposición de la zona oriental del Ducado, sobre todo en Périgord y Lemosín. Ricardo había sido acusado de muchos crímenes en la zona, incluyendo asesinatos y violaciones. Si Ricardo no era popular en Aquitania, Felipe II no gustaba tampoco a sus contemporáneos y era descrito como: un gobernante astuto, manipulador, calculador
En 1183, Enrique el Joven se unió a una revuelta encabezada por Godofredo de Lusignan en Limoges para desbancar a Ricardo. A ellos se les unieron Felipe II, Raimundo V y Hugo III de Borgoña. Enrique el Joven falleció súbitamente en 1183 por enfermedad, lo que puso a salvo la posición de Ricardo. Fue enterrado en la Catedral de Rouen.
Ricardo se convertía así en el hijo mayor de Enrique II y pasaba a ocupar la situación de su hermano. Enrique II le ordenó entregar Aquitania a su hermano Juan sin Tierra, pero Ricardo se negó a hacerlo. El monarca inglés estaba demasiado ocupado en aquel momento como para poder dedicarse a resolver este problema; los príncipes galeses desafiaban su autoridad, Guillermo el León exigía la devolución de sus castillos y, tras la muerte de Enrique el Joven, Felipe II quería que le fuera devuelto el Vexin normando. Enrique pidió finalmente a Ricardo que entregara Aquitania a su madre aunque mantuviera el control. En 1183, Raimundo V de Tolosa había recuperado Cahors y Enrique II pidió a Ricardo que lanzara una expedición contra Toulouse. Godofredo, el otro hijo varón de Enrique estaban en muy malas relaciones con su hermano, y era obvio que los Capetos tratarían de utilizar esta circunstancia en su favor. Sin embargo, su muerte repentina durante un torneo en 1186 anuló momentáneamente los planes del rey francés. En 1187, Felipe II y Ricardo eran aliados incondicionales, según lo describía el cronista Roger de Hovenden:

El rey de Inglaterra quedó asombrado, y se preguntó lo que (esta alianza) podía significar y , tomando precauciones para el futuro, enviaba frecuentemente mensajeros a Francia para convocar a su hijo Ricardo; quien, pretendiendo mostrar una actitud apacible y dispuesta a acudir a su padre, se dirigía a Chinon y, pese al encargado de custodiar el castillo, se llevaba la mayor parte de los tesoros de su padre y los usaba para fortificar sus castillos en Poitou, negándose a visitar a su padre.

En 1188, Raimundo V atacó nuevamente apoyado por los Lusignans. Se rumoreaba que el propio Enrique II había financiado las revueltas. Por su parte, Felipe II atacaba a Enrique II en Normandía, capturando fortalezas en Berry. Ese mismo año, ambos monarcas se reunían para negociar la paz, con Enrique II negándose a reconocer a Ricardo como su heredero. Una historia cuenta que Ricardo dijo "Ahora finalmente, debo creer lo que siempre había pensado era imposible."
Esto significó el colapso de la estrategia de Enrique. Ricardo prestaba homenaje al Rey de Francia por las tierras de su padre. Cuando Felipe y Ricardo atacaron a Enrique II, nadie en Aquitania se levantó para apoyar a Enrique, y los Bretones aprovecharon para alzarse también. Incluso Le Mans, lugar de nacimiento de Enrique, fue capturado y Tours cayó poco después. Enrique II se vio rodeado en su castillo de Chinon y tuvo que rendirse. Pagó un cuantioso tributo a Pelipe II y juró que todos sus súbditos, tanto franceses como ingleses, reconocerían a Ricardo como su señor. El monarca inglés moría dos días después, sabiendo que su otro hijo, Juan, se había unido a Ricardo y Felipe. El viejo rey fue enterrado en la Abadía de Fontevraud.
Leonor, que era rehén de Enrique, fue liberada, mientras que Lord Rhys se levantaba e iniciaba la reconquista del sur de Gales, anexionada por Enrique. Ricardo I era coronado en Westminster en noviembre de 1189, habiendo sido ya nombrado Duque de Normandía, Conde de Anjou y Duque de Aquitania. Felipe II exigió la devolución del Vexin normando, pero la cuestión fue zanjada cuando Ricardo anunció su matrimonio con Adela, hermana del rey francés. Ricardo I reconoció también el mejor derecho de la Corona francesa a Auvernia, poniendo fin a la pretensión de Enrique sobre el territorio. En Gran Bretaña, Guillermo el León iniciaba las negociaciones con Ricardo para revocar el Tratado de Falaise, alcanzando un acuerdo.

### La Tercera Cruzada
La siguiente prioridad era la Cruzada, que se había retrasado ya bastante, por lo que Ricardo I consideró que era el momento de cumplir con su misión religiosa. Más allá de los asuntos puramente de fe, su antepasado Fulco V había sido rey de Jerusalén y su prima Sibila era la actual reina, casada con Guido de Lusignan. Las Cruzada y los asuntos de Francia serían la razón de las prolongadas ausencias de Ricardo de Inglaterra: Corazón de León pasaría solamente seis meses de su reinado en Inglaterra.

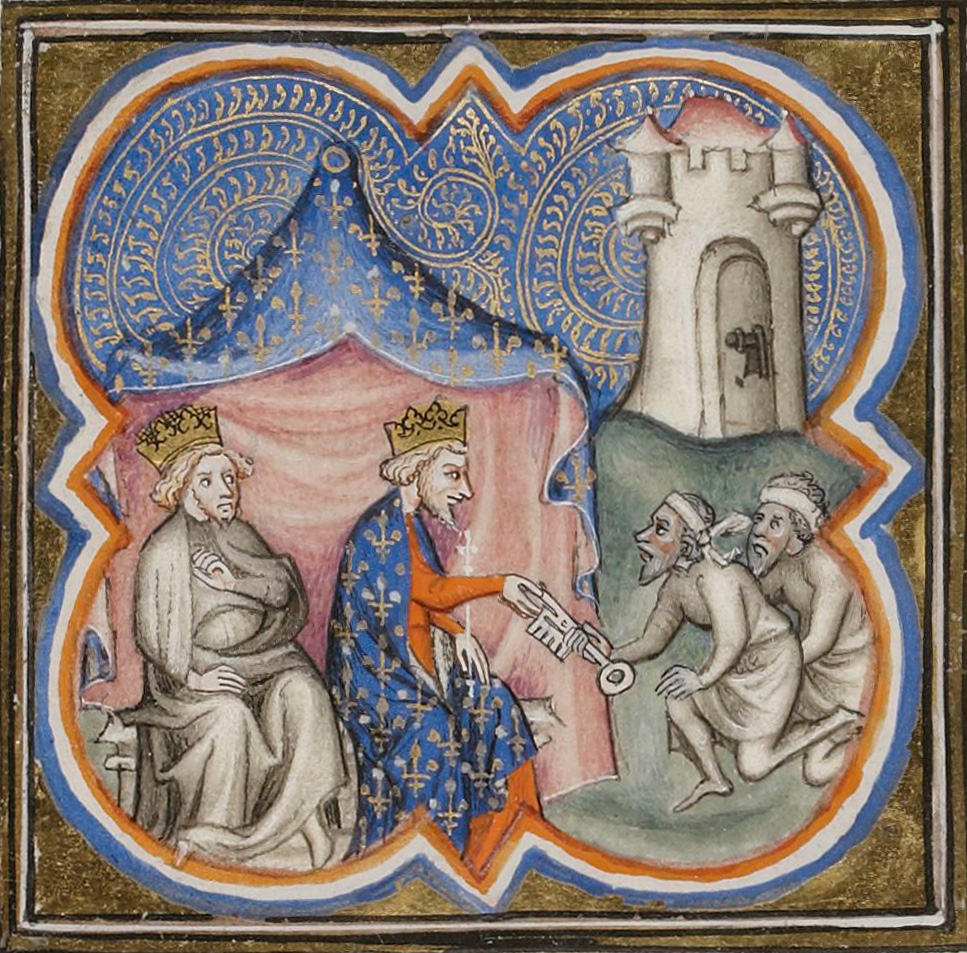
"Felipe II (derecha) y Ricardo I (izquierda) en Acre"

Antes de partir, Ricardo quiso asegurarse de que nada iría mal mientras él estuviera en Tierra Santa. Había pocas dudas de que Raimundo V intentaría expandirse hacia Aquitania. Para contrarrestar la amenaza, Ricardo firmó una alianza con Sancho VI el Sabio de Navarra y se casó con su hija Berengaria en 1191, ya en pleno viaje a Tierra Santa, repudiando a su anterior esposa Alys. Para compensar a Felipe, aceptó que, si tenía dos hijos, el menor debería recibir Normandía, Aquitania o Anjou para gobernarlos para el Rey de Francia.
La administración que se hizo cargo de sus asuntos funcionó bien; un ataque del Conde de Tolosa fue rechazado con la ayuda de Sancho VI. Tras el sitio de Acre, los monarcas comenzaron el regreso a sus hogares. Felipe II había abandonado la Cruzada tiempo antes, aquejado de disentería, aunque también podría haberse sentido molesto por la actitud de Ricardo hacia su hermana o porque no toleraba que un súbdito suyo fuera más poderoso que él. También el duque Leopoldo V había abandonado la Cruzada, irritado con Ricardo al haber retirado este sus estandartes de Acre.
Ricardo I abandonó Palestina en octubre de 1192 y habría encontrado sus tierras intactas de no haber sido arrestado por Leopoldo V cerca de Viena, acusado del asesinato de Conrado, hermano de Leopoldo, tras lo que fue entregado al emperador Enrique VI. Juan sin Tierra fue llamado a la corte de Felipe II, donde aceptó casarse con Alys con Artois como dote a cambio, de la entrega a Felipe II del Vexin normando. Después de todo, nadie sabía si Ricardo sería liberado alguna vez y los efectivos reunidos por Juan se limitaban a un grupo de mercenarios. Otra revuelta en Aquitania fue sofocada por Elias de la Celle, pero en Normandía era Felipe el que dirigía las operaciones. En abril de 1193 había llegado a Rouen, capital del ducado, y controlaba todos los puertos desde el Rhin hasta Dieppe. Ante la situación, los regentes de Ricardo firmaron el Tratado de Mantes en julio de 1193, confirmando el control de Felipe II de las tierras por él conquistadas, incluyendo el Vexin Normando, los castillos de Drincourt y Arques en Normandía y los castillos de Loches y Châtillon en Turena, así como un pago en metálico cuando Ricardo regresara.
En un nuevo tratado firmando en 1194, las concesiones al rey de Francia fueron aún mayores, entregándose Tours, todos los castillos de Turena y toda Normandía oriental a excepción de Rouen. El condado de Angulema fue segregado e independizado de Aquitania, Vendôme fue entregado a Luis I de Blois y Godofredo III de Perche se hizo con Moulins y Bonmoulins. El emperador Enrique VI liberó finalmente a Ricardo I en 1194 a cambio de un rescate.

### Ricardo liberado, recupera sus tierras y muere
Ricardo I estaba en una situación difícil; Felipe II se había apropiado de gran parte de sus tierras y había heredado Amiens y Artois. Inglaterra era la posesión más segura de Ricardo, y era administrada por Hubert Walter, que había participado en las Cruzadas junto a Ricardo.

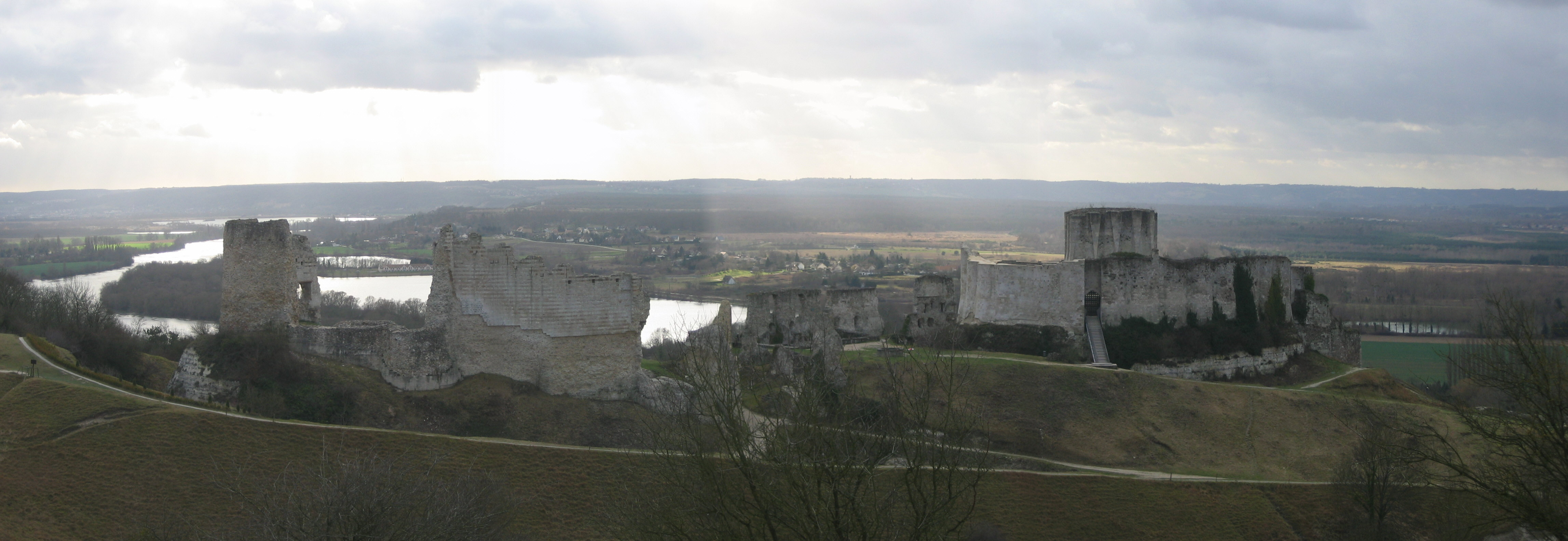
La construcción del Castillo-Gaillard se inició durante el reinado de Ricardo I, pero este murió antes de verlo concluido.

En cuanto Ricardo había cruzado el canal de La Mancha para recuperar sus posesiones, Juan sin Tierra traicionó a Felipe II y ordenó asesinar a la guarnición francesa de Évreux para entregarla a Ricardo. "Él había traicionado primero a su padre, luego a su hermano y ahora a nuestro Rey", dijo Guillermo el Bretón. Sancho el Fuerte, futuro rey de Navarra se unió al conflicto y atacó Aquitania, tomando Angulema y Tours. El propio Ricardo era reconocido como un gran comandante. La primera parte de esta guerra fue difícil para Ricardo, que sufrió varios reveses, ya que Felipe II era también un político y militar hábil. Pero para octubre, el nuevo conde de Tolosa, Raimundo VI se pasó al bando de los Plantagenet y fue seguido poco después por Balduino IV de Flandes, el futuro Emperador Latino, que se disputaba Artois con Felipe II. En 1197, Enrique VI falleció y fue sustituido por Otón IV, sobrino de Ricardo. Renaud de Dammartín, conde de Boulougne y también experto jefe militar, desertó del bando francés. Balduino IV invadió Artois y capturó Saint-Omer mientras que Ricardo campeaba en Berry e infligía una severa derrota a Felipe II en Gisors, cerca de París. Se firmó una tregua por la que Ricardo recuperaba prácticamente toda Normandía y aumentaba sus posesiones en Aquitania. Poco después estalló una nueva revuelta, esta vez en Limousin. Falleció en abril de 1199 durante un ataque a Châlus-Chabrol. Su cuerpo fue enterrado en Fontevrault junto al de su padre.

## Reinado de Juan y colapso del Imperio (1199-1217)
Juan aún no era rey y tuvo que luchar para conservar sus tierras. En cuanto se conoció la muerte de Ricardo, Felipe II capturó Évreux. Juan trató de llevar el tesoro angevino al castillo de Chinon para reforzar su poder. Pero, según la costumbre local, el hijo de un hermano mayor tenía preferencia sobre el hermano menor. Por tanto, muchos de los súbditos de Ricardo reconocieron como rey a Arturo, el hijo de Godofredo de Anjou, antes que a Juan, privando a este de las tierras ancestrales de los Plantagenet. Solamente Normandía e Inglaterra quedaron bajo el control de Juan I. Fue nombrado duque de Normandía en abril de 1199 en Ruan y coronado rey de Inglaterra en mayo en la abadía de Westminster. Su madre, Leonor fue puesta al frente de Aquitania.
Sus aliados, Aimeri de Thouars y varios miembros de la familia Lusignan atacaron Tours en un intento por capturar a Arturo y situar a Juan como conde. Mientras, Juan I viajaba a Normandía para negociar una tregua con Felipe II; aprovechando la tregua, Juan contactó con los antiguos aliados de Ricardo, especialmente los condes de Bolougne y Flandes y el Sacro Emperador. En total, 15 condes franceses juraron lealtad a Juan, que estaba ahora en una posición mucho más poderosa que Felipe II. Incluso William des Roches, uno de los más firmes partidarios de Felipe, abandonó al rey francés entregó a Arturo, al que se supone debía proteger, a Juan. Sin embargo, Arturo logró escapar y fue acogido en la corte de Felipe II. Justo en ese momento, el conde de Flandes y muchos de sus caballeros decidieron partir a la Cruzada, abandonando la corte de Juan y debilitando terriblemente su posición, lo que le obligó a aceptar el Tratado de Le Goulet en 1200. Se confirmaron las conquistas de Felipe II en Normandía y se le concedieron nuevos territorios en Auvernia y Berry. Juan fue reconocido como jefe de la casa Plantagenet a cambio de no interferir en el caso de que Balduino de Flandes u Otón decidieran atacar a Felipe.

### Los Lusignanes y las derrotas decisivas

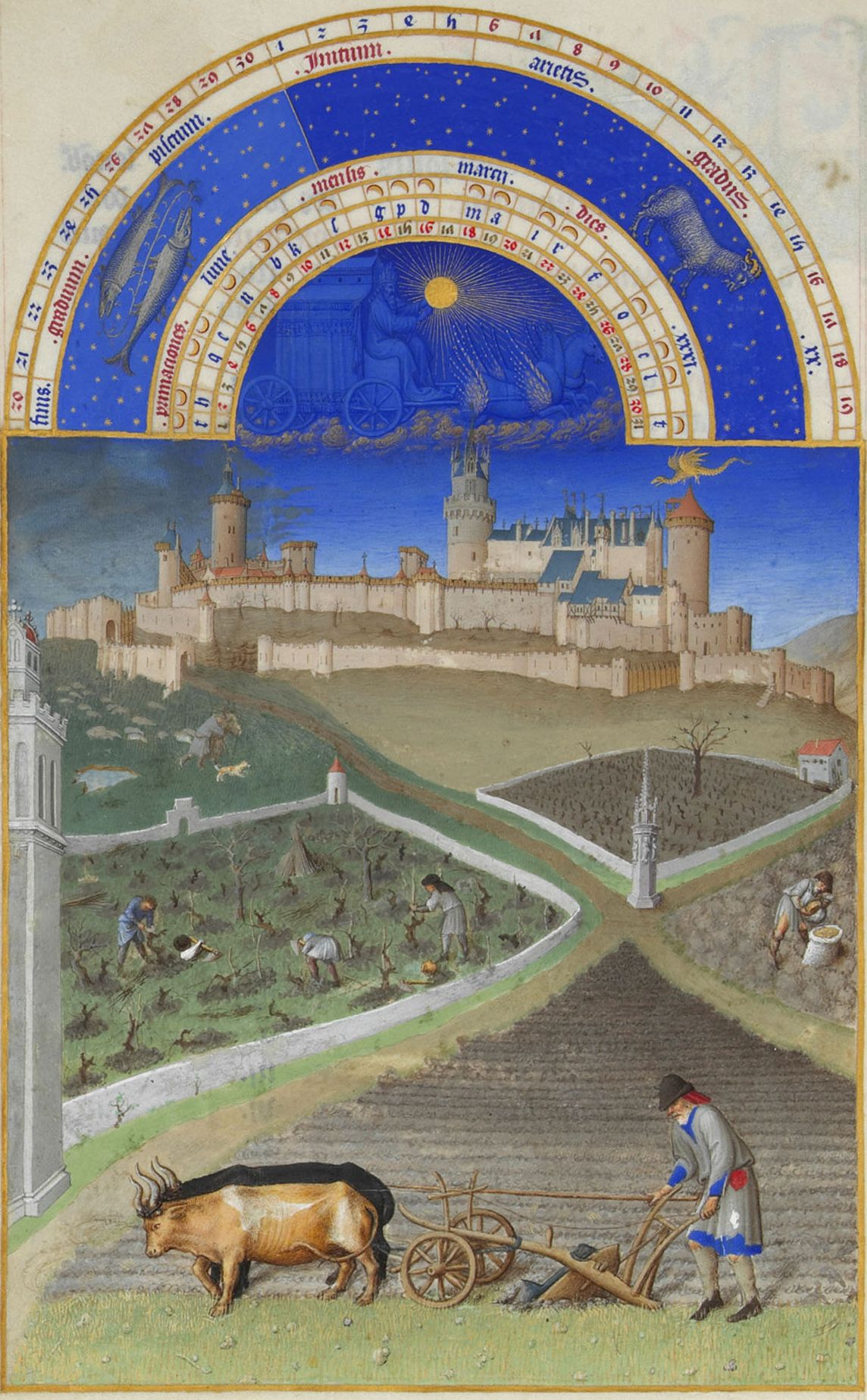
Las muy ricas horas del duque de Berry muestra el castillo de Lusignan.

Hugo IX de Lusignan tomó entonces como rehén a Leonor de Aquitania y Juan le reconoció como conde de La Marche, lo que extendió el poder de los Lusignanes en la región. En agosto de 1200, anuló su primer matrimonio para casarse con Isabel de Angulema, que estaba prometida entonces a Hugo X de Lusignan, tras lo que confiscó La Marche. Los Lusignanes solicitaron la intervención del monarca francés, que convocó a Juan a la corte. Juan se negó y Felipe ejecutó su poder de suzeranía para confiscar las posesiones de Juan en Francia; después, aceptó el homenaje de Arturo de Bretaña, al que entregó Poitou, Anjou, Maine y Tours en 1202. Por su parte, el conde de Tolosa se unió a Felipe al igual que Renaud de Dammartin. El resto de aliados de Juan bien se encontraban en Tierra Santa, bien habían desertado de su bando. Únicamente conservaba el apoyo cercano de Sancho VII de Navarra, cuya posición era demasiado débil como para ayudarle de forma efectiva.
Arturo atacó Poitou junto a sus aliados Lusignan mientras que Felipe II hacía lo propio en Normandía, capturando muchos de los castillos fronterizos. Juan se encontraba en Le Mans durante los ataques, y decidió desplazarse al sur. Sus hombres consiguieron apresar a Arturo y a Hugo X junto a otros 200 caballeros; poco después fue capturado también el Vizconde de Limoges al que Juan encarceló en Chinon. 1202 fue un buen año para Juan, que se había distinguido de sus predecesores por haberse librado de sus enemigos.
Desafortunadamente, Juan "no podía resistir la tentación de patear a un hombre cuando había caído" y disfrutaba humillando a sus enemigos. Tras el asesinato de Arturo en prisión (casi con seguridad por orden de Juan), muchos de sus partidarios le abandonaron.
Los antiguos aliados de Juan, muchos de los cuales luchaban ahora contra él, entregaron Alençon y Vaudreuil al monarca francés sin lucha. Juan, que intentaba reconquistar Alençon, tuvo que retirarse en cuanto Felipe II apareció en escena. El propio Castillo-Gaillard caería tras seis meses de asedio en 1204, lo que constituyó una terrible pérdida para los angevinos; también Argentan, Falaise, Caen, Bayeux y Lisieux pasarían a manos de Felipe II y por esa misma época, un grupo de caballeros bretones capturaban Mont Saint-Michel y Avranches. Tours cayó en 1204, Loches e incluso Chinon en 1205; solo Rouen y Arques resistían, pero Rouen finalmente abriría sus puertas al rey, que destruyó el antiguo castillo ducal y encomendó la construcción de uno nuevo.
Leonor de Aquitania falleció en 1204 y muchos de los nobles puatevinos se unieron a Felipe II, ya que eran leales a Leonor, pero no a Juan. Tras la muerte de Leonor, Alfonso VIII de Castilla exigió Gascuña, que era parte de la dote que Enrique II había entregado a su hija. Gascuña era uno de los escasos territorios del otrora poderoso "Imperio angevino" que habían permanecido leales a los Plantagenet; los Gascones resistieron a Alfonso y el territorio permaneció bajo el control angevino.
Finalmente, los dos reyes firmaron una tregua en 1206; el "Imperio angevino" había quedado reducido a Gascuña, Irlanda e Inglaterra.

### Campañas en las islas británicas y regreso a Francia
Juan tuvo que luchar por mantener su control de las islas tras las pérdidas de Normandía y Anjou. Hizo campañas en el Gales del Sur en 1208, la frontera escocesa en 1209, Irlanda en 1210 y Gales del Norte en 1211, con bastante éxito. Juan usó todos los recursos a su alcance para financiar una nueva campaña en Francia. Decretó nuevos impuestos a los judíos y confiscó todas las propiedades de la iglesia, lo que provocó su excomunión.

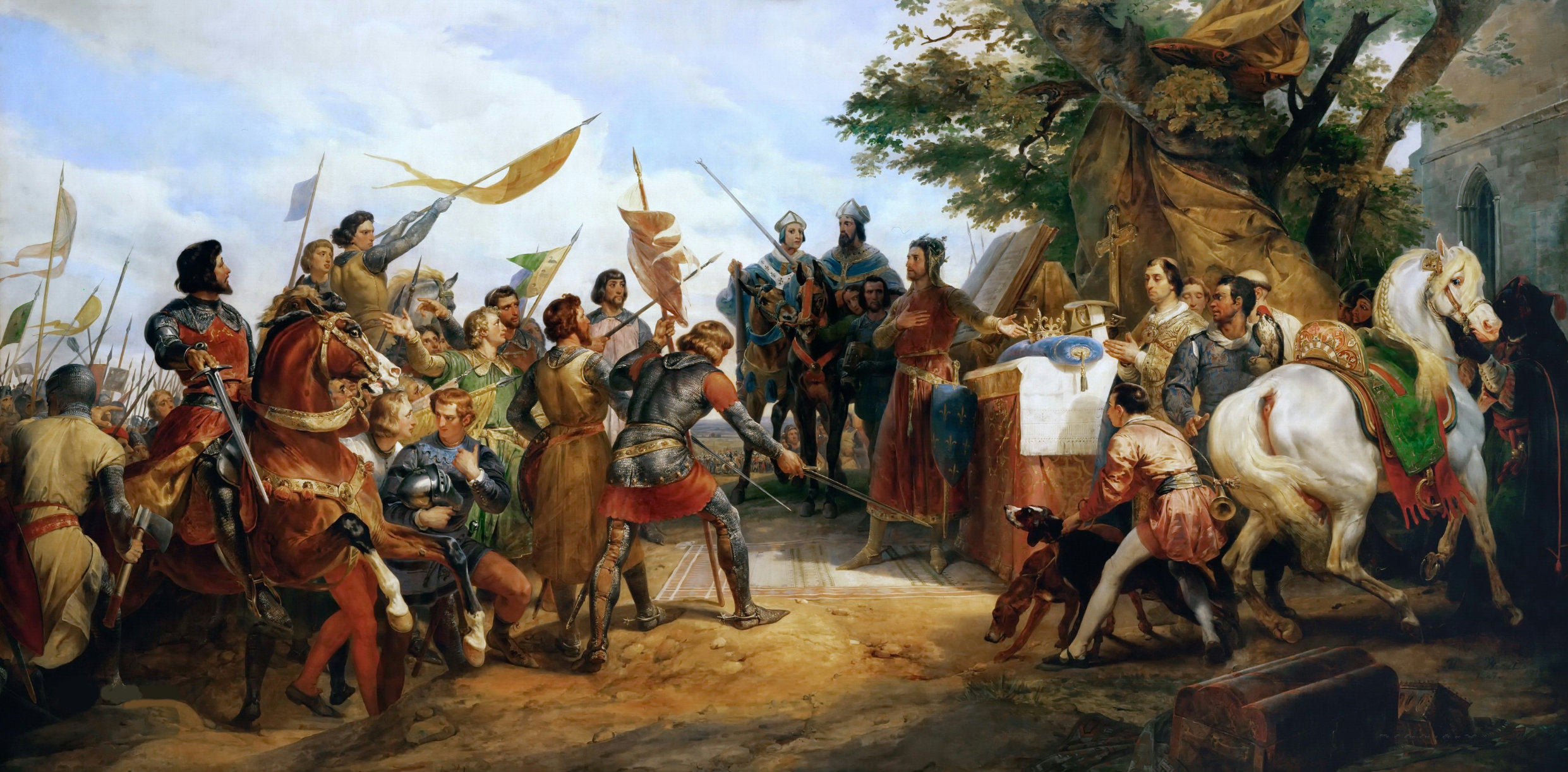
Felipe Augusto vencedor en Bouvines.

En 1212 Juan estaba listo para desembarcar e invadir Francia, pero una revuelta en Gales le obligó a retrasar sus planes, y luego una revuelta baronal empeoró aún más la situación. Felipe II se aprestaba también a invadir Inglaterra, pero su flota fue destruida en Damme por el conde de Salisbury, Guillermo Longespée. Al conocer la noticia, Juan ordenó a todas las fuerzas que tenía preparadas para defender Inglaterra que embarcaran hacia Poitou. Desembarcó en La Rochelle en 1214, donde se le unió Renaud de Dammartín, Fernando de Portugal, conde de Flandes y el emperador Otón IV. Sus aliados atacarían el nordeste de Francia mientras que él se dirigía al suroeste. Juan se dirigió a Gascuña e intentó situar una guarnición en Agens, pero fue expulsada. A diferencia de Normandía, Felipe nunca había invadido Poitou que se había limitado a cambiar su lealtad. De cara a invadir París desde Inglaterra, era mucho más fácil entrar desde Normandía que desde el suroeste.
Igualmente, era mucho más fácil para Felipe intentar invadir Inglaterra desde Normandía. Juan prometió a su hija Joan a Hugo X de Lusignan, a cambio de lo cual los Lusignes recibieron Saintonge y la Isla de Oleron, además de promesas de futuras concesiones en Turena y Anjou. Los Lusignanes sacaron un gran rendimiento del pacto, pese a que Juan consideraba que los había sometido.
En aquel entonces, Pedro era Duque de Bretaña. Era leal al rey, pero sus argumentos para exigir el gobierno de Bretaña eran débiles. Su madre Leonor era la hija del difunto Arturo y había sido capturada por Juan, que la usaba para chantajear a Pedro por un lado, mientras que le ofrecía Richmond por el otro. Pedro se negó a cambiar de bando y no sería hasta la captura de su hermano Roberto de Dreux cuando decidió replantearse su postura.
Juan entró en Angers y capturó el recién construido castillo de Roche-au-Moine; pero el Príncipe Luis llegó rápidamente desde Chinon con un ejército y obligó a Juan a retirarse. Pese a este revés, Juan había facilitado el trabajo de sus aliados al dividir al ejército Capeto. Tuvo lugar entonces la desastrosa batalla de Bouvines, que culminó con la estrepitosa derrota de sus aliados a manos de Felipe Augusto
- Fernando de Portugal, conde de Flandes fue apresado y encarcelado.
- Otón IV estuvo a punto de ser capturado. Su posición en Alemania se derrumbó al ser derrocado por Federico II, hijo de Felipe de Suabia y aliado de Felipe Augusto.
- Renaud de Dammartin languideció en la cárcel durante el resto de su vida hasta su suicidio.
- Guillermo Longespée, III conde de Salisbury, que dirigía las fuerzas inglesas, fue capturado e intercambiado por Roberto III de Dreux, cuyo padre, Roberto II de Dreux, tomó parte en la batalla.

Juan fue derrotado, Inglaterra estaba en bancarrota, y era visto como un asaltante fracasado. Todo el dinero que había podido reunir y todo el poder del que había hecho uso, había concluido con sus aliados muertos o presos.
Esta cita, tomada de Capetian France 987–1328, resume las razones del colapso angevino:

Se dice frecuentemente que los territorios de los Plantagenet a finales del siglo XII eran un imperio en decadencia, divididas por la traición de los hijos de Enrique II y mantenidos unidos sólo con dificultades por Ricardo I y Juan; y ese esfuerzo por mantenerlos unidos dejó exhaustos sus recursos y socavó su poder desde dentro, haciendo su supervivencia como una unidad prácticamente imposible. De esta forma, l conquista de Felipe se hacía inevitable, y la responsabilidad de Juan queda muy reducida.

### Capetos en Inglaterra
En 1215 los barones ingleses, convencidos de que Juan no respetaría la Carta Magna, enviaron una carta a la corte francesa ofreciendo al corona de Inglaterra al príncipe Luis. En noviembre, una guarnición capeta fue enviada a Londres en apoyo de los rebeldes. El 22 de mayo de 1216, un nuevo contingente capeto desembarcó en Sándwich, Kent, liderado por el príncipe Luis en persona. Juan huyó, permitiendo a Luis capturar Londres y Winchester. En agosto, Luis controlaba la mayor parte del este de Inglaterra; solamente Dover, Lincoln, y Windsor permanecieron leales a Juan. Incluso Alejandro II de Escocia viajó hasta Canterbury para rendir homenaje al príncipe Luis, reconociéndole como Rey de Inglaterra.
Juan falleció dos meses después, derrotado incluso en Inglaterra. En contraste con la negativa de Juan a cumplir con los términos de la Carta Magna, la regencia de su hijo Enrique, aún menor de edad, gobernó de acuerdo a ella. Los barones anglonormandos retiraron su apoyo a Luis, que fue derrotado casi un año después en Lincoln y Sandwich, abandonando sus pretensiones a la Corona inglesa con la firma del Tratado de Lamberth en septiembre de 1217.

## Influencia cultural
La hipotética continuidad y expansión del Imperio angevino durante varios siglos ha sido el tema de varias obras de historia alternativa. Históricamente, franceses e ingleses han contemplado la yuxtaposición de Inglaterra y Francia bajo control angevino como una aberración y una ofensa a la identidad nacional. Para los ingleses, las tierras en Francia eran una ampliación, mientras que los franceses consideraban la unión como un imperio inglés.
Macaulay escribía en su Historia de Inglaterra de 1849 lo siguiente acerca de la unión de los dos países.

Si los Plantagenet, como en un tiempo pareció probable, hubieran conseguido unir toda Francia bajo su gobierno, es probable que Inglaterra nunca hubiera tenido una existencia independiente. Sus príncipes, sus Señores, sus prelados, habrían sido hombres diferentes en raza y lenguaje de artesanos y granjeros. Las ganancias de sus grandes propietarios habrían sido empleado en festividades y entretenimientos a orillas del Sena. El noble lenguaje de Milton y Burke habría quedado como un dialéctico rústico, sin literatura, gramática fija u ortografía fija, y habría sido abandonado al uso de ignorantes. Ningún hombre de extracción inglesa habría llegado a ser eminente, excepto convirtiéndose en habla y hábitos en un francés…

Los reyes Plantagenet adoptaron el vino como bebida principal, en sustitución de la cerveza y la sidra usados por los reyes Normandos. La clase gobernante del Imperio angevino era franco-parlante, mientras que la iglesia mantuvo el uso del latín eclesiástico.
El siglo XII es también el siglo del gótico, conocido en sus inicios como "Opus Francigenum", a partir del trabajo del Abad Suger en Saint Denis en 1140. El gótico perpendicular dio comienzo en torno a 1180 o 1190, en época angevina, pero no guarda relación alguna con el Imperio más que la coincidencia temporal y espacial.
El lema real británico se dice que data de esta época. Las palabras "Dieu et mon droit" son atribuidas a Ricardo I, en tanto que el actual escudo de Inglaterra fue adoptado también por los reyes Plantagenet, si bien al principio no representaban una estructura política, sino que eran un identificativo familiar. Normandía y Aquitania también presentan figuras similares en sus escudos, siendo el normando posiblemente el símbolo más antiguo.
Desde un punto de vista político, ya los primeros reyes normandos habían prestado más atención a las cuestiones continentales que a las británicas. Bajo el señorío angevino, la situación se hizo aún más patente a medida que la balanza de poder se despazaba hacia Francia y los Plantagenet pasaban más tiempo en el continente que en Inglaterra. Con las pérdidas de Normandía y de Anjou, el feudo quedó partido por la mitad y los descendientes de los Plantagenet pueden considerarse ya más cómo reyes ingleses que contaban Gascuña entre sus dominios. Esto concuerda con la concesión del recién creado Señorío de Aquitania al Príncipe Negro de Gales, de donde pasó a la Casa de Lancaster que tenía pretensiones a la Corona de Castilla al igual que Eduardo III a la de Francia. Sería esta afirmación del poder inglés en Francia y de Aquitania en Castilla lo que marcaría la diferencia con respecto al periodo angevino.